# Gianluca Luisi
Gianluca Luisi (Pescara, 13 agosto 1970) è un pianista italiano.

## Biografia
Nato a Pescara si è diplomato con il massimo dei voti e lode al Conservatorio di Pesaro e si è perfezionato all'Accademia "Incontri col Maestro" di Imola e con il pianista Aldo Ciccolini a Napoli.
È il vincitore del IV concorso Johann Sebastian Bach di Saarbrücken.
È noto per aver inciso per MDG, OnClassical, Naxos Records, Centaur records, Decca , Danacord , Arts , Naxos Grand Label .